# Akihabara-Dai-Gebäude

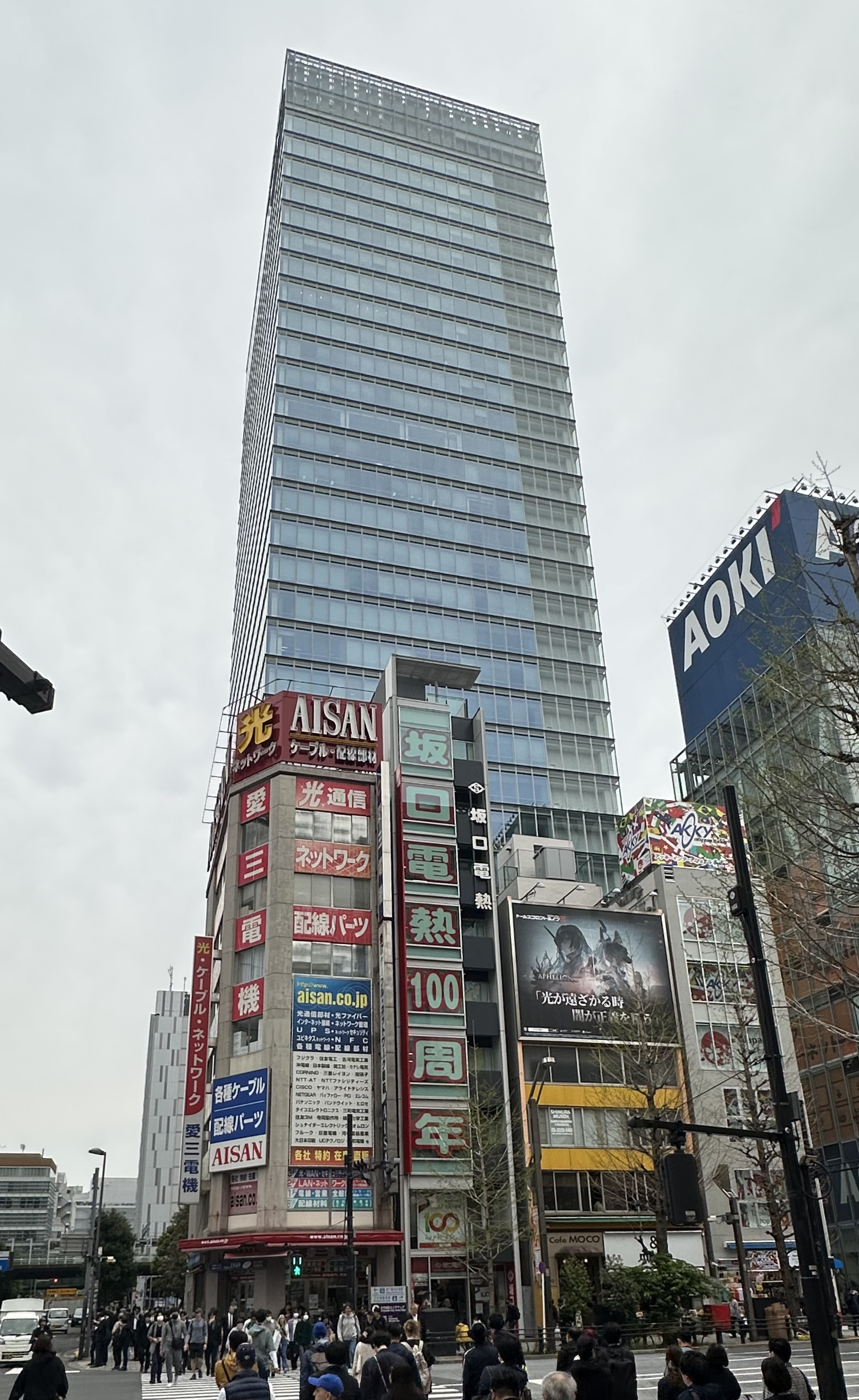
Akihabara-Dai-Gebäude, 2025

Das Akihabara-Dai-Gebäude (japanisch 秋葉原ダイビル Akihabara Daibiru) ist ein Hochhaus in Tokio in Japan.

## Lage
Das Hochhaus steht im Stadtteil Sotokanda des Tokioter Bezirks Chiyoda. Die Adresse lautet 1-18-13, Chiyoda-ku, Tōkyō-to. Umgangssprachlich wird der Komplex häufig mit zu Akihabara gezählt, da es sich auch über die nahe gelegene Akihabara Electric Street erhebt. Unmittelbar östlich des Hauses liegt der Bahnhof Akihabara.

## Architektur und Geschichte
Das ab Mai 2003 errichtete und im März 2005 fertiggestellte Hochhaus wurde als Stahlrahmenbau mit Glasfassade erstellt. Es verfügt über 31 Geschosse sowie zwei unterirdische Stockwerke und erreicht eine Höhe von 147,5 Metern. Die gesamte Gebäudefläche des Komplexes umfasst 50.289,59 m². Parallel entstand das benachbarte Hochhaus Akihabara UDX, der so entstandene Komplex wird Akihabara Crossfield genannt.
Während in den mittleren und oberen Geschossen Büros untergebracht sind, befindet sich im unteren Teil auch ein Kongresssaal. Darüber hinaus besteht auch eine Tiefgarage mit 112 Stellplätzen. Das Gebäude verfügt außerdem über eine Notstromversorgung, die auf bis zu 72 Stunden ausgelegt ist.
Zur Eröffnungsfeier waren unter anderem auch der Gouverneur von Tokio, Shintaro Ishihara, der Chefkabinettssekretär Hiroyuki Hosoda und der thailändische Minister für Wissenschafts- und Technologiepolitik sowie Informations- und Kommunikationstechnologie Tanahashi anwesend.